# Géositte à ailes rousses
Geositta rufipennis
Espèce
Statut de conservation UICN

 LC  : Préoccupation mineure
La Géositte à ailes rousses (Geositta rufipennis) est une espèce de passereaux de la famille des Furnariidae.

## Répartition
Cet oiseau peuple le flanc est centrale et la partie sud des Andes, ainsi qu'une petite région isolée à l'ouest de Córdoba.

## Habitat
Elle habite les prairies et les zones de broussailles subtropicales et tropicales de haute-montagne.